# Асикайнен, Амин
Амин Асикайнен (фин. Amin Asikainen; род. 21 января 1976 года Киркконумми, Финляндия) — финский боксёр-профессионал, выступавший во второй средней весовой категории (англ. Super middleweight). Чемпион Европы (по версии EBU, 2006—2007).

## Биография
Амин родился в 1976 году в семье марокканца и финки. С детства увлекался футболом.
В возрасте 12 лет отказался от футбола, и отдал предпочтение боксу, вместе с другом, Джонни Туруненом, который также успешно проявил себя в любительском боксе.

## Любительская карьера
На любительском ринге Асикайнен провёл 175 поединков. В 135 одержал победу.
Амин трижды становился чемпионом Финляндии в 1996, 1998 и 1999 годах.

## Профессиональная карьера
Амин дебютировал на профессиональном ринге в декабре 2001 года. Провёл два поединка в 2002 году, и в феврале 2003 года, завоевал титул чемпиона Финляндии в среднем весе.
Продолжал побеждать своих соперников в рейтинговых боях, и в мае 2006 года завоевал титул чемпиона Европы по версии EBU-EU, нокаутировав в 5-м раунде француза Кристофа Тендила (20-10).
Через год в поединке за титул чемпиона Европы по версии EBU нокаутировал немца Себастьяна Сильвестра (21-1) в 8-м раунде.
В третьей защите титула проиграл бой-реванш Сильвестру, оказавшись в нокауте в 11-м раунде.
После первого поражения провёл 4 победных боя и проиграл нокаутом в 7-м раунде боксёру из Армении Хорену Гевору. В сентябре 2009 года проиграл нокаутом в 1-м раунде амбициозному британцу Мэттью Макклину (24-2) в бою за титул чемпиона Европы.
В следующем бою Амин нокаутировал непобеждённого аргентинца, Дарио Армандо Маторраса (12-0).
4 марта 2011 года провёл последний поединок, в котором проиграл нокаутом поляку Петру Вильчевскому в очередной попытке завоевать титул чемпиона Европы по версии EBU.

## Остальное
Амин Асикайнен был включён в компьютерную игру Fight Night Round 4.